# Pic d'Aver
Le pic d'Aver est un sommet situé dans les Alpes pennines et culminant à 2 469 m d'altitude.

## Géographie
Le pic d'Aver se situe sur la ligne de partage des eaux entre le Valtournenche et le vallon de Saint-Barthélemy. Depuis son sommet se présente une excellente vue du Cervin, du mont Rose et de la tête du Ruitor.

## Ascension

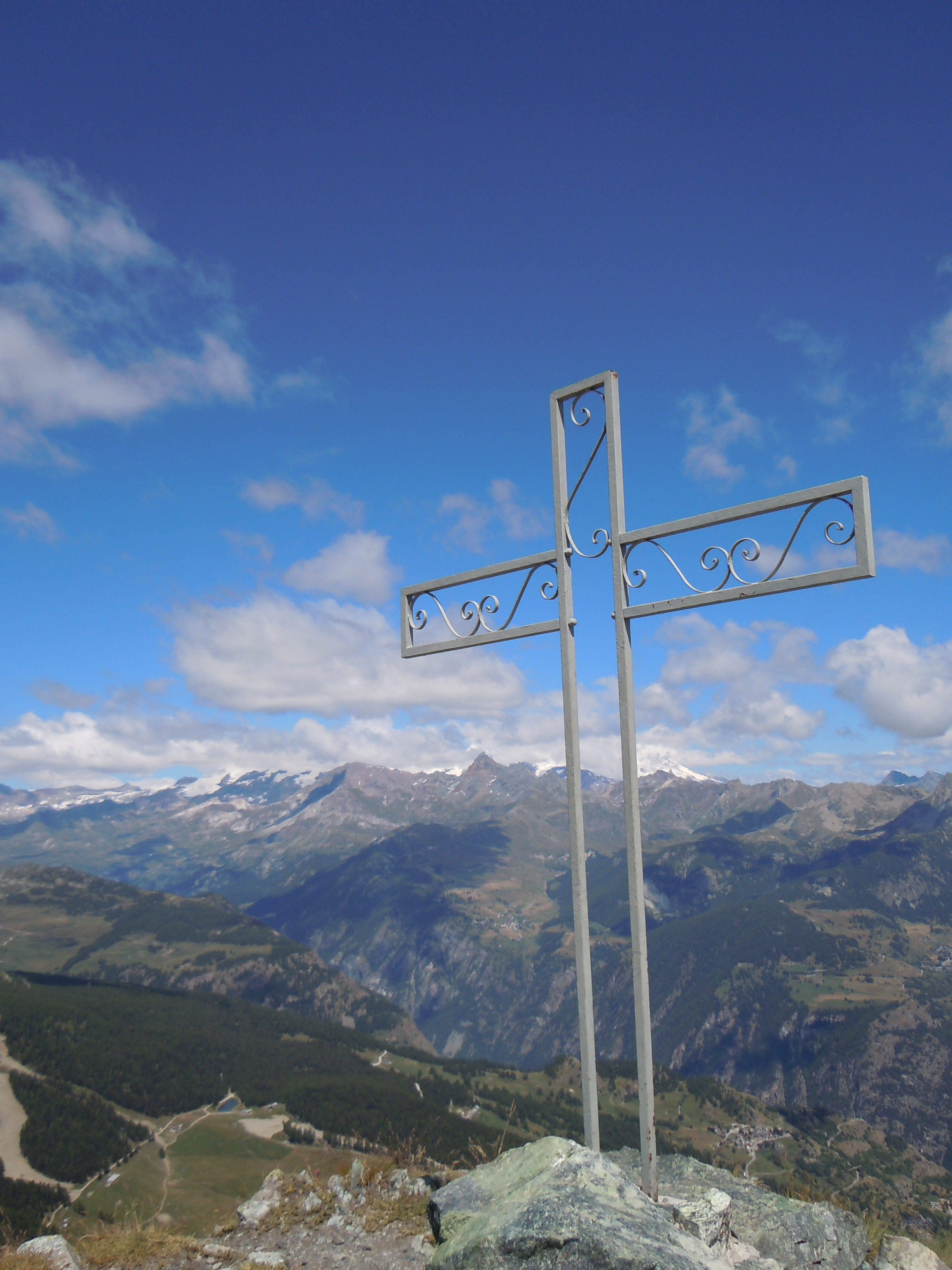
La croix sommitale ; à l'arrière-plan, le Valtournenche et le mont Rose.

L'ascension peut s'effectuer au départ du village de Lozon, sur la commune de Verrayes, ou bien depuis le hameau de Chantorné, sur la commune de Torgnon, en deux heures et demie environ.